# Denis O'Dea
Pour les articles homonymes, voir O'Dea.
Denis O'Dea est un acteur irlandais, né le 26 avril 1905 à Dublin (Irlande), ville où il est mort le 5 novembre 1978.

## Biographie
Denis O'Dea débute au théâtre dans sa ville natale à la fin des années 1920, comme membre (très actif) de la troupe de l'Abbey Theatre, où il a notamment comme partenaires Arthur Shields, Barry Fitzgerald (né William Shields, frère du précédent), Cyril Cusack, Maureen O'Sullivan et Siobhán McKenna (cette dernière devient son épouse en 1956, puis sa veuve à son décès en 1978). Mentionnons The King of the Great Clock Tower de William Butler Yeats en 1934, avec la danseuse et chorégraphe Ninette de Valois.
Au cours des années 1930, il joue également à Broadway (New York), principalement dans des pièces produites par l'Abbey Theatre, entre autres aux côtés des frères Shields (ex. : The Plough and the Stars de son compatriote Seán O'Casey en 1934). Ultérieurement, il ne revient à Broadway que pour une pièce, représentée en 1955-1956.
Au cinéma, en raison de sa carrière théâtrale, Denis O'Dea contribue à seulement vingt-quatre films (britanniques, irlandais ou américains, plus quelques coproductions), le premier — irlandais — sorti en 1935. Ses trois films suivants sont américains, dont deux réalisations de John Ford, Le Mouchard (1935, avec Victor McLaglen et Margot Grahame) et Révolte à Dublin (1936, avec Barbara Stanwyck, Preston Foster et les frères Shields) ; ce dernier, titré originellement The Plough and the Stars, est l'adaptation de la pièce éponyme pré-citée.
Son cinquième film, britannique, est Huit Heures de sursis de Carol Reed (avec James Mason, Robert Newton et Cyril Cusack), sorti en 1947. Parmi ses films suivants, citons Les Amants du Capricorne d'Alfred Hitchcock (1949, avec Ingrid Bergman et Joseph Cotten), Capitaine sans peur de Raoul Walsh (1951, avec Gregory Peck et Virginia Mayo), Mogambo de John Ford (1953, avec Clark Gable, Ava Gardner et Grace Kelly), ou encore Niagara d'Henry Hathaway (1953, avec Marilyn Monroe, Joseph Cotten et Jean Peters). Son dernier film est la coproduction américano-italienne Esther et le Roi de Raoul Walsh et Mario Bava (avec Joan Collins et Richard Egan), sortie en 1960.
Pour la télévision, Denis O'Dea collabore à un téléfilm britannique (avec sa future épouse) d'origine théâtrale et diffusé en 1951, puis à trois séries, dont Le Monde merveilleux de Disney — l'épisode où il apparaît, diffusé en 1959, est en fait tiré de son avant-dernier film, Darby O'Gill et les Farfadets de Robert Stevenson (1959, avec Albert Sharpe, Janet Munro et Sean Connery), produit par les studios Disney —.

## Théâtre

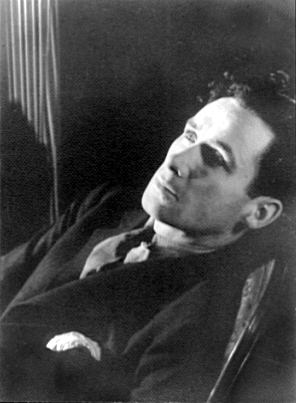
En 1933 (photo : Carl van Vechten)

### À l'Abbey Theatre (sélection)
- 1929 : The Woman de Margaret O'Leary, avec Arthur Shields
- 1929-1930 : Dark Isle de Gerald Brosnan, avec Arthur Shields
- 1930 : The Reapers de Teresa Deevy, avec Arthur Shields
- 1930 : Peter de Rutherford Mayne, avec Barry Fitzgerald, Arthur Shields
- 1930 : Let the Credit Go de Bryan Cooper, avec Arthur Shields
- 1931 : A Disciple de Teresa Deevy, avec Barry Fitzgerald
- 1931 : La Lune dans le fleuve jaune (The Moon in the Yellow River) de Denis Johnston, avec Arthur Shields
- 1932 : Temporal Powers de Teresa Deevy, avec Arthur Shields
- 1933 : 1920 de Frank X. O'Leary, avec Barry Fitzgerald, Arthur Shields
- 1933 : Margaret Gillan de Brinsley MacNamara, avec Barry Fitzgerald
- 1933 : Grogan and the Ferret de George Shiels, avec Barry Fitzgerald, Arthur Shields
- 1934 : Bridge Head de Rutherford Mayne, avec Barry Fitzgerald, Arthur Shields
- 1934 : The King of the Great Clock Tower de William Butler Yeats, avec Ninette de Valois
- 1935 : A Deuce O'Jacks de F. R. Higgins, avec Cyril Cusack
- 1936 : The Passing Day de George Shiels, avec Cyril Cusack, Barry Fitzgerald, Arthur Shields
- 1937 : Who Will Remember ? de Maura Molloy, avec Arthur Shields
- 1937 : Die Blinde Göttin (Blind Man's Buff) d'Ernst Toller, adaptation de Denis Johnston, avec Arthur Shields
- 1938 : Bird's Nest de Lennox Robinson, avec Cyril Cusack, Arthur Shields
- 1938 : Pilgrims de Mary Rynne, avec Cyril Cusack
- 1939 : Tomorrow Never Comes de Louis D'Alton, avec Cyril Cusack, Louis D'Alton
- 1939 : The Heritage de J. K. Montgomery, avec Cyril Cusack
- 1940 : The Spanish Soldier de Louis D'Alton, avec Cyril Cusack
- 1941 : Lovers' Meeting de Louis D'Alton
- 1942 : The Cursing Fields d'Andrew Ganly, avec Maureen O'Sullivan
- 1943 : Old Road de M. J. Molloy, avec Cyril Cusack, Maureen O'Sullivan
- 1944 : The Wise Have Not Spoken de Paul Vincent Carroll, avec Cyril Cusack
- 1944 : The Railway House de Ralph Kennedy, avec Siobhán McKenna
- 1944 : The New Regime de George Shiels, avec Cyril Cusack, Maureen O'Sullivan
- 1945 : Marks and Mabel de Brinsley MacNamara, avec Siobhán McKenna
- 1945 : Tenants at Will de George Shiels, avec Cyril Cusack
- 1945 : Rossa de Roger McHugh, avec Cyril Cusack, Siobhán McKenna
- 1946 : Mungo's Mansion de Walter Macken, avec Siobhán McKenna

### À Broadway (intégrale)
- 1932 : Things That Are Caesar's de Paul Vincent Carroll, avec Barry Fitzgerald (*)
- 1932 : The New Gossoon de George Shiels, avec Arthur Shields (*)
- 1934 : The Plough and the Stars de Seán O'Casey, avec Barry Fitzgerald, Arthur Shields (*)
- 1934 : Drama at Inish de Lennox Robinson, avec Barry Fitzgerald, Arthur Shields (*)
- 1934 : Look at the Heffernans de Brinsley MacNamara, avec Barry Fitzgerald, Arthur Shields (*)
- 1934 : The Resurrection de William Butler Yeats (*)
- 1934 : Church Street de Lennox Robinson, avec Barry Fitzgerald, Arthur Shields (*)
- 1934 : The Well of the Saints de John Millington Synge, avec Barry Fitzgerald (*)
- 1934 : The Coiner de Bernard Duffy (*)
- 1934 : Junon et le Paon (Juno and the Paycock) de Seán O'Casey, avec Barry Fitzgerald, Arthur Shields (*)
- 1936 : Le Puritain (The Puritan), d'après le roman éponyme de Liam O'Flaherty, adaptation, mise en scène et production de Chester Erskine, avec Gavin Muir
- 1936 : Green Waters de Max Catto, avec Dennis Hoey
- 1937 : Katie Roche de Teresa Deevy, avec Arthur Shields (*)
- 1937 : The Plough and the Stars de Seán O'Casey, reprise, avec Arthur Shields (*)
- 1937 : In a Train de Hugh Hunt, avec Arthur Shields (*)
- 1937 : Le Baladin du monde occidental (The Playboy of the Western World) de John Millington Synge, avec Arthur Shields (*)
- 1937 : The New Gossoon de George Shiels, reprise, avec Arthur Shields (*)
- 1937 : Junon et le Paon (Juno and the Paycock) de Seán O'Casey, reprise, avec Arthur Shields (*)
- 1937 : Drama at Inish de Lennox Robinson, reprise, avec Arthur Shields (*)
- 1955-1956 : The Righteous Are Bold de Frank Carney

(*) Productions de l'Abbey Theatre

## Filmographie complète

### Au cinéma
- 1935 : Guests of the Nation de Denis Johnston
- 1935 : Le Mouchard (The Informer) de John Ford
- 1936 : L'Ennemie bien-aimée (Beloved Enemy) d'H. C. Potter
- 1936 : Révolte à Dublin (The Plough and the Stars) de John Ford
- 1947 : Huit Heures de sursis (Odd Man Out) de Carol Reed
- 1947 : The Mark of Cain de Brian Desmond Hurst
- 1948 : Première Désillusion (The Fallen Idol) de Carol Reed
- 1949 : The Bad Lord Byron de David MacDonald
- 1949 : Les Amants du Capricorne (Under Capricorn) d'Alfred Hitchcock
- 1949 : Landfall de Ken Annakin
- 1949 : Marry Me! de Terence Fisher
- 1950 : L'Île au trésor (Treasure Island) de Byron Haskin
- 1950 : Peppino e Violetta de Maurice Cloche
- 1951 : Never Take No for an Answer de Maurice Cloche et Ralph Smart (version anglaise alternative de Peppino e Violetta)
- 1951 : Capitaine sans peur (Captain Horatio Hornblower) de Raoul Walsh
- 1951 : L'assassin frappe à minuit (The Long Dark Hall) de Reginald Beck et Anthony Bushell
- 1953 : Mogambo de John Ford
- 1953 : Niagara d'Henry Hathaway
- 1953 : La Belle Espionne (Sea Devils) de Raoul Walsh
- 1955 : Capitaine Mystère (Captain Lightfoot) de Douglas Sirk
- 1957 : Quand se lève la lune (The Rising of the Moon) de John Ford, 3e épisode 1921
- 1957 : Le Scandale Costello (The Story of Esther Costello) de David Miller
- 1959 : Darby O'Gill et les Farfadets (Darby O'Gill and the Little People) de Robert Stevenson
- 1960 : Esther et le Roi (Esther and the King) de Raoul Walsh et Mario Bava

### À la télévision
(séries, sauf mention contraire)
- 1951 : The Whiteheaded Boy, téléfilm (réalisateur non-spécifié)
- 1954 : Douglas Fairbanks, Jr., Presents
  - Saison 2, épisode 21 The Refugee de Michael McCarthy
- 1959 : Le Monde merveilleux de Disney (The Wonderful World of Disney ou Disneyland)
  - Saison 5, épisode 26 I Captured the King of the Leprechauns d'Harry Keller et Robert Stevenson
- 1959 : ITV Television Playhouse
  - Saison 5, épisode 14 Shadow and Substance